# Leichtathletik-Länderkämpfe mit bundesdeutscher Beteiligung 1955
| Leichtathletik-Länderkämpfe mit bundesdeutscher Beteiligung 1955 | Leichtathletik-Länderkämpfe mit bundesdeutscher Beteiligung 1955 | Leichtathletik-Länderkämpfe mit bundesdeutscher Beteiligung 1955 | Leichtathletik-Länderkämpfe mit bundesdeutscher Beteiligung 1955 |
| ---------------------------------------------------------------- | ---------------------------------------------------------------- | ---------------------------------------------------------------- | ---------------------------------------------------------------- |
|                                                                  |                                                                  |                                                                  |                                                                  |
| 1. Länderkampf, 1955, Straßenlauf (Männer): SUI – FRG – AUT      |                                                                  |                                                                  |                                                                  |
| St. Gallen 30. Mai 1955                                          | St. Gallen 30. Mai 1955                                          | 1. SUI 2. FRG 3. AUT                                             | 5:24:07 h 5:24:47 h 5:27:57 h                                    |
| 2. Länderkampf 1955, Männer: FRG – YUG                           |                                                                  |                                                                  |                                                                  |
| Augsburg 25./26. Juni 1955                                       | Augsburg 25./26. Juni 1955                                       | 1. FRG 2. YUG                                                    | 118 P 91 P                                                       |
| 3. Länderkampf 1955, Geher (M): FRG – DNK                        |                                                                  |                                                                  |                                                                  |
| Kiel 24. Juli 1955                                               | Kiel 24. Juli 1955                                               | 1. FRG 2. DNK                                                    | 27 P 17 P                                                        |
| 4. Länderkampf 1955, Frauen: GBR – FRG                           |                                                                  |                                                                  |                                                                  |
| London 30./31. Juli 1955                                         | London 30./31. Juli 1955                                         | 1. GBR 2. FRG                                                    | 53 P 50 P                                                        |
| 5. Länderkampf 1955, Männer: GBR – FRG                           |                                                                  |                                                                  |                                                                  |
| London 31. Juli / 1. August 1955                                 | London 31. Juli / 1. August 1955                                 | 1. GBR 2. FRG                                                    | 111 P 95 P                                                       |
| 6. Länderkampf 1955, Männer: FRG – LUX                           |                                                                  |                                                                  |                                                                  |
| Mainz 31. Juli 1955                                              | Mainz 31. Juli 1955                                              | 1. FRG 2. LUX                                                    | 115 P 53 P                                                       |
| 7. Länderkampf 1955, Männer: SUI – FRG                           |                                                                  |                                                                  |                                                                  |
| Genf 21. August 1955                                             | Genf 21. August 1955                                             | 1. SUI 2. FRG                                                    | 120 P 92 P                                                       |
| 8. Länderkampf 1955, Männer: NLD – FRG                           |                                                                  |                                                                  |                                                                  |
| Groningen 21. August 1955                                        | Groningen 21. August 1955                                        | 1. FRG 2. NLD                                                    | 175 P 128 P                                                      |
| 9. Länderkampf 1955, Frauen: NLD – FRG                           |                                                                  |                                                                  |                                                                  |
| Groningen 21. August 1955                                        | Groningen 21. August 1955                                        | 1. FRG 2. NLD                                                    | 69 P 34 P                                                        |
| 10. Länderkampf 1955, Geher (M): FRG – SUI                       |                                                                  |                                                                  |                                                                  |
| Gießen 21. August 1955                                           | Gießen 21. August 1955                                           | 1. SUI 2. FRG                                                    | 31 P 12 P                                                        |
| 11. Länderkampf 1955, Männer: DNK – FRG                          |                                                                  |                                                                  |                                                                  |
| Kopenhagen 21./22. August 1955                                   | Kopenhagen 21./22. August 1955                                   | 1. FRG 2. DNK                                                    | 108 P 106 P                                                      |
| 12. Länderkampf 1955, Männer: FIN – FRG                          |                                                                  |                                                                  |                                                                  |
| Helsinki 23./24. August 1955                                     | Helsinki 23./24. August 1955                                     | 1. FRG 2. FIN                                                    | 111 P 103 P                                                      |
| 13. Länderkampf 1955. Männer: SWE – FRG                          |                                                                  |                                                                  |                                                                  |
| Stockholm 27./28. August 1955                                    | Stockholm 27./28. August 1955                                    | 1. FRG 2. SWE                                                    | 119 P 93 P                                                       |
| 14. Länderkampf 1955. Männer: FRG – FRA                          |                                                                  |                                                                  |                                                                  |
| Hannover 17./18. September 1955                                  | Hannover 17./18. September 1955                                  | 1. FRG 2. FRA                                                    | 122 P 89 P                                                       |
| 15. Länderkampf 1955. Männer: FRG – ITA                          |                                                                  |                                                                  |                                                                  |
| Freiburg 15./16. Oktober 1955                                    | Freiburg 15./16. Oktober 1955                                    | 1. FRG 2. ITA                                                    | 127 P 74 P                                                       |
| Chronik                                                          |                                                                  |                                                                  |                                                                  |
| ← Länderkämpfe 1954                                              | ← Länderkämpfe 1954                                              | Länderkämpfe 1956 →                                              | Länderkämpfe 1956 →                                              |

Im Jahr 1955 wurden fünfzehn Leichtathletikländerkämpfe mit bundesdeutscher Beteiligung ausgetragen. Das waren zwei mehr als im Vorjahr. So viele Vergleiche hatte es nur noch im vorletzten Jahr gegeben. Das stellte gleichzeitig die höchste Zahl von Länderbegegnungen seit dem Beginn dieser Veranstaltungen im Jahr 1921 dar.
Aufgeführt sind hier die Länderkämpfe bundesdeutscher Leichtathleten. Die Sportler der DDR führten nach der deutschen Teilung im Jahr 1949 eigene Veranstaltungen durch.
Nur zwei Vergleiche blieben den Frauen vorbehalten. Von den dreizehn Begegnungen der Männer wurden zwei im Bereich Gehen und eine dritte im Bereich Straßenlauf durchgeführt. Die restlichen zehn Aufeinandertreffen der Männern fanden wie gewohnt in Veranstaltungen mit einer Mischung allgemeiner leichtathletischer Disziplinen statt.

## Besonderheiten
Wie bereits in manchen Jahren zuvor gab es auch diesmal Wochenenden, an denen die bundesdeutschen Sportler an unterschiedlichen Orten Länderkämpfe gegen mehrere Gegner gleichzeitig austrugen, sodass sie verschiedene Teams zusammenstellen mussten. Doch im Gegensatz zu früheren Jahren konnten diese Treffen nicht allesamt siegreich gestaltet werden.

Das erste Mal war dies Ende Juli der Fall. In London traten die Männer am 31. Juli und 1. August mit einem A-Team gegen Großbritannien an. Parallel fand in Mainz am 31. Juli ein Länderkampf mit Luxemburg statt, zu dem die bundesdeutschen Leichtathleten sich mit einem B-Team stellten. Der Vergleich gegen die Briten ging knapp verloren, die Begegnung mit Luxemburg konnte die Bundesrepublik Deutschland siegreich gestalten. Parallel starteten in London auch die bundesdeutschen Frauen gegen Großbritannien. Auch sie verloren ihren Wettkampf.

Ein zweiter Termin für gleichzeitige Begegnungen war der 21. August, als Aufeinandertreffen mit der Schweiz in Genf, mit den Niederlanden in Groningen und mit Dänemark in Kopenhagen durchgeführt wurden. Eine Niederlage steckten die bundesdeutschen Leichtathleten ein gegen die Schweiz. Die Länderkämpfe mit den Niederlanden und Dänemark entschied die Bundesrepublik für sich, gegen Dänemark allerdings nur äußerst knapp. Parallel starteten in Groningen auch die bundesdeutschen Frauen gegen die Niederlande und Deutschlands Geher in Gießen gegen sie Schweiz. Die Frauen gewannen ihre Begegnung, die Geher verloren ihren Wettkampf.
Auch in diesem Jahr führten die bundesdeutschen Männer wieder eine Länderkampfreise durch. Diesmal ging es nach Nordeuropa, wo die Sportler mit wenigen Tagen Abstand zu drei Vergleichen antraten. Am 21. August kam es zur oben schon angesprochenen Begegnung mit Dänemark in Kopenhagen, die mit einer Zweitbesetzung knapp gewonnen wurde. Am 23./24. August traf das Team in Helsinki auf Finnland und am 27./28. August in Stockholm auf Schweden. Diese beiden Begegnungen beendete die bundesdeutsche Mannschaft siegreich.

## Bilanz
Nachdem in der Saison 1954 ausnahmslos alle Länderkämpfe mit bundesdeutschen Siegen geendet hatten, gab es in diesem Jahr gleich vier Niederlagen.
Die Männer besiegten im Drei-Länder-Straßenlauf-Vergleich zu Beginn der Saison zwar Österreich, mussten sich in dieser Veranstaltung jedoch der Schweiz geschlagen geben. Die Schweizer waren auch in ihren beiden anderen Begegnungen des Jahres mit der Bundesrepublik Deutschland erfolgreich. Sie gewannen das Aufeinandertreffen der Geher im August und lagen erstmals auch in einem Länderkampf mit einem allgemeinen leichtathletischen Programm vorn. Allerdings trugen die bundesdeutschen Sportler am betreffenden Termin parallel zwei andere Vergleiche aus, sodass sie drei verschiedene Teams zusammenstellen mussten und so nicht in Bestbesetzung antraten. Die vierte Niederlage der bundesdeutschen Männer gab es in ihrer Begegnung mit Großbritannien Ende Juli und Anfang August.
Auch die Frauen mussten in ihrem gleichzeitig mit den Männern durchgeführten Länderkampf mit Großbritannien eine Niederlage hinnehmen.
Die Männer hatten damit am Ende der Saison in ihren seit dem ersten Länderkampf 1921 insgesamt 112 Vergleichen 94 Siege erzielt und achtzehn Niederlagen erlitten. Nur gegen die USA hatte Deutschland weiterhin noch keinen Erfolg vorzuweisen und war diesem Gegner beim einzigen Vergleich im Jahr 1938 unterlegen. Alle weiteren Bilanzen mit anderen Nationen außer Schweden und jetzt auch Großbritannien (jeweils negativ) waren positiv und außer gegen England 1937 sowie gegen Großbritannien und die Schweiz in diesem Jahr hatte es keine weitere Niederlage gegeben.
Die Frauen hatten mit ihrer Jahresbilanz in dieser Saison von eins zu eins seit dem ersten Frauenländerkampf 1928 in 28 Aufeinandertreffen jetzt insgesamt 23 Siege errungen und fünf Niederlagen einstecken müssen. Verloren hatten sie zweimal gegen England und gegen Großbritannien sowie einmal gegen das Britische Empire. Siege hatte es gegeben gegen England, Japan, Italien, Österreich, Jugoslawien, die Niederlande, die Schweiz und Polen. Eine negative Bilanz hatten Deutschlands Leichtathletinnen somit nur gegen England, Großbritannien und das Britische Empire.
In der Gesamtsumme aller Länderkämpfe mit deutscher Beteiligung hatten Deutschlands Leichtathleten von 140 Vergleichen 117 gewonnen und 23 verloren. Vier der Niederlagen stammten dabei aus zweiten Plätzen in Begegnungen mit mehr als zwei Nationen: zwei aus den von Schweden siegreich gestalteten allgemeinen Vergleichen, eine aus dem von den Niederlanden gewonnenen Straßenlaufwettkampf in der Saison 1951 und eine aus dem in diesem Jahr von der Schweiz siegreich gestalteten Straßenlauf-Vergleich.

## Wertungsmodus
Die Regeln zur Punktevergabe in den Einzeldisziplinen wurden genauso wie im Vorjahr in nun allen Länderkämpfen unter zwei Nationen nach dem üblichen Wertungssystem angewendet, das heißt: Pl. 1: 5 P, Pl. 2: 3 P, …, Pl. 4: 1 P. In weiteren Begegnungen mussten aufgrund anderer Rahmenbedingungen – mehr als zwei Teilnehmer je Nation in der Wertung oder mehr als ein Gegnerland – andere Regeln zur Punktevergabe zur Anwendung kommen. In den Staffeln wurden die Punkte in den verschiedenen Aufeinandertreffen in unterschiedlicher Form vergeben, hier gab es wie im Vorjahr drei unterschiedliche Ansätze zur Verteilung der Punkte: (1) fünf zu drei / (2) fünf zu zwei / (3) drei zu eins.

## Straßenlauf-Länderkampf der Männer gegen die Schweiz und Österreich
Der erste Länderkampf der neuen Saison 1955 bestand in einem Vergleich im Straßenlauf. Wie 1954 traten die Schweiz und Österreich als Gegner an. Die Begegnung wurde am 30. Mai in der Schweizer Stadt St. Gallen mit einem Rennen über dreißig Kilometer ausgetragen. In die Wertung kamen die jeweils drei besten Läufer von vier Startern je Nation. Das Resultat ergab sich durch Addition der durch die gewerteten Athleten erzielten Zeiten. Das Ergebnis war diesmal knapp. Mit vierzig Sekunden Vorsprung lag die Schweiz am Ende vor der Bundesrepublik Deutschland und kehrte damit das Resultat vom letzten Mal um. Etwas mehr als drei Minuten dahinter belegte Österreich wie zuletzt den dritten Platz.

## Länderkampf der Männer gegen Jugoslawien
Die zweite Länderbegegnung des Jahres fand am 25./26. Juni statt. In Augsburg trafen sich die Bundesrepublik Deutschland und Jugoslawien zum insgesamt vierten Mal. Deutschlands Leichtathleten setzten sich auch zum vierten Mal gegen diesen Gegner durch und gewannen am Ende mit 118 zu 91 Punkten.

## Geher-Länderkampf der Männer gegen Dänemark
Der dritte Ländervergleich der Saison 1955 war wieder speziell bezogen auf eine Disziplin. Am 24. Juli trafen die bundesdeutschen Geher in Kiel zum dritten Mal auf Dänemark. Beide vorangegangenen Aufeinandertreffen hatten Deutschlands Geher für sich entschieden. Die Regeln waren dieselben wie beim letzten Mal. Von vier Startern je Land in den beiden Wettbewerben kamen die jeweils besten drei in die Wertung. Der erste Rang brachte sieben Punkte, der zweite fünf, der dritte vier usw. Der sechste Platz wurde noch mit einem Punkt belohnt. Auf dem Programm standen Wettbewerbe über zehn und diesmal fünfzig Kilometer. Die Bundesrepublik gewann den Länderkampf deutlich mit 27 zu siebzehn Punkten.

## Länderkampf der Frauen gegen Großbritannien
Im vierten Länderkampf der Saison 1955 führten die Frauen einen Vergleich mit den britischen Leichtathletinnen durch, der um einen Tag versetzt gegenüber dem Aufeinandertreffen der Männer mit demselben Gegner am 30./31. Juli in der britischen Hauptstadt London stattfand. Für die Frauen war es nach 1953 die zweite Begegnung mit Großbritannien, die erste war äußerst knapp an die Britinnen gegangen. Wenn die Vergleiche mit Großbritannien oder England auf der britischen Insel ausgetragen wurden, standen die Laufwettbewerbe dort meist mit Maßen in Yards oder Meilen auf dem Programm. Das war auch diesmal so. Auch in diesem Jahr war der Ausgang mit 53 zu 50 Punkten wieder enorm eng und auch in diesem Jahr setzten sich die britischen Leichtathletinnen wieder durch.

## Länderkampf der Männer gegen Großbritannien
In der fünften Begegnung des Jahres trafen sich Deutschlands Leichtathleten zum dritten Mal mit den Sportlern aus Großbritannien. Zuletzt hatte es 1931 diese Begegnung gegeben. Allerdings hatten die bundesdeutschen Männer 1953 einen Länderkampf mit England ausgetragen. Gastgeber am 31. Juli und 1. August war wie im parallelen Wettkampf der Frauen London. Wie bei den Frauen wurden die Laufdisziplinen mit Ausnahme des 3000-Meter-Hindernislaufs über Yards-Distanzen ausgetragen. Am Ende setzten sich die Briten zum ersten Mal durch und gewannen mit 111 zu 95 Punkten.

## Länderkampf der Männer gegen Luxemburg
Den sechsten Vergleich des Jahres gestalteten die bundesdeutschen Männer in Mainz gegen Luxemburg. Am 31. Juli fand dieses Aufeinandertreffen zum insgesamt sechsten Mal statt. Wie auch die vorangegangenen Begegnungen gewann Deutschland hoch überlegen mit diesmal 115 zu 53 Punkten.

## Länderkampf der Männer gegen die Schweiz
Der siebte Vergleich des Jahres führte die bundesdeutschen Männer in die Schweizer Stadt Genf, wo das inzwischen wieder alljährliche Treffen mit der Schweiz stattfand. Am 21. August traten die Männer der Bundesrepublik Deutschland wegen der beiden anderen gleichzeitig ausgetragenen Länderkämpfe gegen die Niederlande und gegen Dänemark mit einer Besetzung aus der zweiten Reihe an. Und so mussten sie mit 92 zu 120 Punkten zum ersten Mal eine Niederlage gegen diesen Gegner einstecken.
An diesem Wochenende fanden mit den Begegnungen gegen die Niederlande in Groningen und gegen Dänemark in Kopenhagen zwei weitere Länderkämpfe der Männer statt, die somit für diese Vergleich drei unterschiedliche Mannschaften stellen mussten. Die Frauen traten gemeinsam mit den Männern an diesem Wochenende gegen die Niederlande an.

## Länderkampf der Männer gegen die Niederlande
Den achten Vergleich der Saison 1955 bestritten die Männer wie zwei weitere Länderkämpfe gegen andere Gegner am 21. August gegen die Niederlande. Die Veranstaltung fand im niederländischen Groningen gleichzeitig mit dem Länderkampf der Frauen gegen denselben Gegner sowie den beiden Männer-Begegnungen mit der Schweiz in Genf bzw. Dänemark in Kopenhagen statt. Für die Männer war es das vierte Aufeinandertreffen mit den Niederländern in einem Wettkampf mit dem allgemeinen leichtathletischen Programm. Die drei vorangegangenen Begegnungen hatte Deutschland gewonnen. Außerdem hatte es 1951 einen Straßenlauf gegeben, in dem sich die Niederländer durchgesetzt hatten. In diesem Jahr traten die beiden Mannschaften in Groningen wie schon in den Treffen zuvor mit jeweils drei Athleten pro Disziplin an. In der Endabrechnung lag die Bundesrepublik Deutschland mit 175 zu 128 Punkten vorn.

## Länderkampf der Frauen gegen die Niederlande
Den neunten Länderkampf der Saison 1955 trugen die Frauen am 21. August 1955 in Groningen parallel zu den Männern gegen die Niederlande aus, ihren bereits siebten mit diesem Gegner. Es war der letzte Vergleich der Frauen in diesem Jahr. In der Gesamtwertung gab es den siebten deutschen Sieg in diesem Aufeinandertreffen, diesmal mit 69 zu 34 Punkten.

## Geher-Länderkampf der Männer gegen die Schweiz
Der zehnte Vergleich bestand wieder in einem Wettkampf der Geher. Gegner am 21. August in Gießen war die Schweiz. Diese Begegnung fand zum ersten Mal statt. Wie im ersten Geher-Wettkampf des Jahres gegen Dänemark standen zwei Wettbewerbe auf dem Programm, jedoch betrug die kürzere Distanz nicht zehn, sondern zwanzig Kilometer. Außerdem wurde ein Straßengehen über fünfzig Kilometer durchgeführt. Die starken Schweizer Geher setzten sich gegen die bundesdeutschen Vertreter mit 31 zu zwölf Punkten durch.

## Länderkampf der Männer gegen Dänemark
Der elfte Vergleich des Jahres brachte den Männern ihr insgesamt fünftes Aufeinandertreffen mit Dänemark in einem Wettkampf mit dem allgemeinen leichtathletischen Programm. Am 21./22. August trafen sich die Vertreter beider Länder in Kopenhagen. Eine erste Begegnung der beiden Nationen in dieser Saison hatte es am 24. Juli in Kiel gegeben, wo die Geher einen Vergleich ausgetragen hatten. Mit der Veranstaltung in Kopenhagen begann auch die Länderkampfreise der deutschen Sportler in den Norden Europas. Gleichzeitig absolvierten sie auch noch ihre beiden Länderkämpfe gegen die Schweiz in Genf und gegen die Niederlande in Groningen. Hier in Kopenhagen kamen die dänischen Leichtathleten ihren bundesdeutschen Gegnern, die wegen der gleichzeitigen beiden anderen Begegnungen in einer Zweitbesetzung antraten, so nah wie noch nie zuvor. Der bundesdeutsche Sieg fiel mit 108 zu 106 Punkten am Ende äußerst knapp aus.

## Länderkampf der Männer gegen Finnland
Im zwölften Vergleich des Jahres trafen die bundesdeutschen Männer zwei Tage nach dem Länderkampfwochenende mit drei gleichzeitigen Begegnungen zum insgesamt vierten Mal auf Finnland. Es war der zweite Vergleich der bundesdeutschen Sportler im Rahmen ihren Reise nach Nordeuropa. Am 23./24. August wurde das Aufeinandertreffen in der finnischen Hauptstadt Helsinki ausgetragen. Die vorangegangenen Begegnungen mit Finnland waren immer sehr knapp ausgegangen, zweimal für Deutschland und einmal für Finnland. Auch in Helsinki ging es wieder eng zu, am Ende siegte die Bundesrepublik Deutschland mit 111 zu 103 Punkten.

## Länderkampf der Männer gegen Schweden
Der dreizehnte Vergleich des Jahres beendete die Länderkampfreise der bundesdeutschen Leichtathleten. Am 27./28. August kam es zur insgesamt siebten Begegnung mit Schweden in einer Veranstaltung mit dem kompletten leichtathletischen Programm. Schweden war eines der wenigen Länder, gegen die Deutschland eine negative Bilanz aufzuweisen hatte. Zwei Siegen standen vier Niederlagen gegenüber. Aber diesmal konnte sich die Bundesrepublik Deutschland mit 119 zu 93 Punkten durchsetzen und verbesserte seine Bilanz gegen diesen Gegner damit auf drei zu vier.

## Länderkampf der Männer gegen Frankreich
Im vierzehnten Vergleich des Jahres standen die bundesdeutschen Leichtathleten zum nun fünfzehnten Mal den Sportlern aus Frankreich gegenüber. Am 17./18. September wurde die Begegnung in Hannover ausgetragen. Deutschland errang mit 122 zu 89 Punkten den fünfzehnten Erfolg in diesen Aufeinandertreffen.

## Länderkampf der Männer gegen Italien
Der fünfzehnte und letzte Vergleich der diesjährigen Saison fand am 15./16. Oktober in Freiburg im Breisgau statt. Hier traf die Bundesrepublik Deutschland auf die Leichtathleten aus Italien, mit denen es sechs vorangegangene Aufeinandertreffen gegeben hatte. Zuvor hatte jeweils Deutschland die Begegnungen für sich entschieden. Auch hier in Freiburg setzten sich die bundesdeutschen Sportler wieder durch und gewannen deutlich mit 127 zu 74 Punkten.